# Aspergillus pseudoheteromorphus
Aspergillus pseudoheteromorphus är en svampart som beskrevs av Steiman, Guiraud, Sage & Seigle-Mur. 1995. Aspergillus pseudoheteromorphus ingår i släktet Aspergillus och familjen Trichocomaceae.   Inga underarter finns listade i Catalogue of Life.